# D2dbs
El D2DBS es el programa encargado, junto con el PvPGN, de soportar las "ladders" o escaleras, donde se encuentran los personajes ordenados por mayor cantidad de experiencia obtenida. Es un programa que sólo necesita el Diablo II; los demás juegos de Blizzard no precisan del mismo. Se encarga también de todos los datos sobre las cuentas creadas, como por ejemplo la lista de amigos, la "quota", el soporte de mail dentro del juego, etc.

## Configuración
Su configuración es sencilla, sólo consta de un archivo, el D2DBS.conf, en el cual solo se deben cambiar las IP, para que el programa este listo para funcionar.